# Meridiano 146 E
O meridiano 146 E é um meridiano que, partindo do Polo Norte, atravessa o Oceano Ártico, Ásia, Oceano Pacífico, Australásia, Oceano Índico, Oceano Antártico, Antártida e chega ao Polo Sul. Forma um círculo máximo com o Meridiano 34 W.
Começando no Polo Norte, o meridiano 146 Este tem os seguintes cruzamentos sucessivos:
| País, território ou mar | Notas |
| ----------------------- | --- |
| Oceano Ártico           | Passa a leste da Ilha Kotelny, Iacútia, Rússia · Passa a oeste da Ilha Nova Sibéria, Iacútia, Rússia |
| Rússia                  | Iacútia Oblast de Magadan Krai de Khabarovsk Oblast de Magadan Krai de Khabarovsk |
| Mar de Okhotsk          | |
| Rússia                  | Ilhas Curilas - Ilha Kunashir, administrada pela Rússia (Oblast de Sacalina) mas reivindicada pelo Japão |
| Oceano Pacífico         | |
| Rússia                  | Ilhas Curilas - Ilhas Khabomai, administrada pela Rússia (Oblast de Sacalina) mas reivindicadas pelo Japão |
| Oceano Pacífico         | Passa a leste das ilhas Pagan, Alamagan, Guguan e Sarigan, Marianas Setentrionais · Passa a oeste da ilha Farallón de Medinilla, Marianas Setentrionais · Passa a leste da ilha Saipan, Marianas Setentrionais |
| Mar de Bismarck         | |
| Papua-Nova Guiné        | Ilha Karkar |
| Oceano Pacífico         | Mar de Bismarck |
| Papua-Nova Guiné        | |
| Mar de Coral            | |
| Austrália               | Ilha Fitzroy, Queensland |
| Mar de Coral            | |
| Austrália               | Queensland Nova Gales do Sul Victoria |
| Estreito de Bass        | |
| Austrália               | Tasmânia |
| Oceano Índico           | |
| Oceano Antártico        | |
| Antártida               | Território Antártico Australiano, reivindicado pela Austrália |
| Oceano Antártico        | |
| Antártida               | Território Antártico Australiano, reivindicado pela Austrália |